# Distinguished Service Cross (Verenigde Staten)
Het Distinguished Service Cross is, na de Medal of Honor, de hoogste onderscheiding in het Amerikaanse leger.
De onderscheiding is ingesteld door President Woodrow Wilson op 2 januari 1918. Het is onder andere uitgereikt aan Anthony Clement McAuliffe (2 juli 1898 - 11 augustus 1975), een Amerikaanse generaal die een belangrijke rol had in de Slag om de Ardennen en aan James Gavin (22 maart 1907 - 23 februari 1990) de jongste Amerikaanse Generaal tijdens de Tweede Wereldoorlog die onder meer betrokken was bij de operatie Market Garden.
Ook Groot-Brittannië kent sinds 1901 een Distinguished Service Cross toe.
Er werd aan één Belg, Baron Albert Crahay (9 juni 1903 - 19 oktober 1991), LtKol, Korpscommandant van het Belgisch Vrijwilligerskorps in Korea (1950-1951), voor zijn verdienste in Korea een Distinguished Service Cross (US) toegekend. Aan het einde van zijn loopbaan was hij als LtGen opperbevelhebber der Belgische Strijdkrachten in Duitsland en het 1ste (BE) Korps (1961 - 1964).

## Bekende dragers
- Richard Bong, piloot en Medal of Honor-ontvanger
- Vasili Tsjoejkov, maarschalk van de Sovjet-Unie
- Mark Wayne Clark, generaal en commandant van het 5e Leger
- Theodore Roosevelt jr., generaal en Medal of Honor-ontvanger
- John Pershing, General of the Armies
- George Patton, generaal
- Audie Murphy, meest onderscheiden Amerikaanse soldaat van de Tweede Wereldoorlog. Medal of Honor-ontvanger.
- Richard Winters, Majoor 506 parachute infanterie regiment 101 Airborne Easy Company Bekend van Band of Brothers

## Statistische samenvatting van de DSC-onderscheiding[3]
| Gebeurtenis                                          | Army   | USAF | Navy | USMC | Buitenlands | Burgers | Totaal |
| ---------------------------------------------------- | ------ | ---- | ---- | ---- | ----------- | ------- | ------ |
| Amerikaans-indiaanse oorlogen                        | 7      | -    | -    | -    | -           | -       | 7      |
| Spaans-Amerikaanse Oorlog                            | 30     | -    | -    | -    | -           | -       | 30     |
| Filipijns-Amerikaanse Oorlog                         | 68     | -    | -    | -    | -           | -       | 68     |
| Bokseropstand                                        | 6      | -    | -    | -    | -           | -       | 6      |
| Grens Oorlog (1911-1919)                             | 5      | -    | -    | -    | -           | -       | 5      |
| Interim 6 september 1917                             | 16     | -    | -    | -    | -           | -       | 16     |
| Eerste Wereldoorlog                                  | 5429   | 319  | 43   | 357  | 154         | 7       | 6309   |
| Geallieerde interventie in de Russische Burgeroorlog | 52     | -    | -    | -    | -           | 10      | 62     |
| Tweede Wereldoorlog                                  | 3984   | 762  | 21   | 31   | 258         | 3       | 5059   |
| Koreaanse Oorlog                                     | 732    | 36   | 3    | 27   | 14          | -       | 812    |
| Vietnamoorlog                                        | 1051   | -    | -    | 2    | 4           | 1       | 1058   |
| Strijd tegen terrorisme                              | 15     | -    | -    | -    | -           | -       | 15     |
| Totaal aantal Distinguished Service Crosses          | 11.396 | 1117 | 67   | 417  | 440         | 11      | 13.447 |